# Johann Jakob Nater der Ältere
Johann Jakob Nater (* 4. August 1826 in Hugelshofen; † 19. Juli 1906 in Wädenswil) war ein Schweizer Komponist, Organist und Dirigent der Romantik.

## Leben
Johann Jakob Nater stammte aus einem reformierten Thurgauer Geschlecht. Über seine Ausbildung und seinen Werdegang ist nichts bekannt. Überliefert ist seine Tätigkeit als Chordirigent in Zürich, wo er mit dem Verleger Hermann Nägeli, dem Sohn Hans Georg Nägelis, und später mit dem Dirigenten, Komponisten und Dozenten Friedrich Hegar verkehrte. 
Zunächst am rechten Zürichseeufer, in Meilen, als Organist tätig, war er 1867 in den Dienst der reformierten Kirche Wädenswil getreten. Hier spielte er die im gleichen Jahr anlässlich des Kirchenjubiläums von Nepomuk Kuhn, Gründer der traditionsreichen Firma Kuhn erbaute, romantisch disponierte Kegelladen-Orgel. Als Organist begleitete er nicht nur Gottesdienste, sondern trat auch bei Sängerfesten oder Konzerten, unter anderem des 1851 gegründeten Wädenswiler Männerchors «Eintracht» auf. Bei der Gründung des Kirchenchors, der heute noch als Kirchen- und Oratorienchor Wädenswil besteht, war er zusammen mit Pfarrer Johann Jakob Pfister die treibende Kraft. Der Chor entstand 1888 ad hoc zur Aufführung der von Nater komponierten Weihnachtskantate und wurde 1889 offiziell statutarisch begründet. 
1902 trat Nater als Organist zurück und wurde durch den ebenfalls als Komponist tätigen Fritz Stüssi ersetzt. Vier Jahre später verstarb er. Als Nachfolger Stüssis als Organist in Wädenswil amtierte ab 1923 Naters Sohn gleichen Namens: Johann Jakob Nater der Jüngere (1878–1972).
Neben der Weihnachtskantate und einigen weiteren geistlichen Vokalwerken schuf Nater eine Vielzahl von Liedern für Chöre.

## Kompositionen (Auswahl)
Geistliche Vokalmusik
- Motette Psalm CXIIX «Singet dem Herrn ein neues Lied» für 4 Männerstimmen, um 1855.
- Fünf geistliche Lieder für eine Singstimme mit Begleitung von Orgel oder Pianoforte, op. 11, 1864.
- Weihnachtscantate, 1888.
- Zwanzig religiöse Lieder für den gemischten Chor, 1894.
- Georg Friedrich Händel: Der Messias, bearbeitet für Chor und Orgel von J. J. Nater.

Weltliche Vokalmusik
- Sechs deutsche Lieder für eine Singstimme mit Begleitung des Pianoforte, op. 5, um 1850.
- 20 dreistimmige Jugendlieder, op. 9, 1863.
- Neue Liederspende: Zwanzig Lieder für den gemischten Chor, op. 10, um 1865.
- Herbstwanderung, 1868.
- Der arme Grenadier, Lied für Männerchor, um 1870.
- Alpenrosen. Zwölf Lieder für den gemischten Chor, 1872.
- Zwölf Lieder für vierstimmigen Männerchor, 1872.
- Sängergruss für Männer-, Frauen und den gemischten Chor, 1877.
- Des Gesanges ew'ge Jugend, Lied für den gemischten Chor, vor 1893.
- Die Sonn' ist schön und still geschieden, Lied für den gemischten Chor, vor 1893.
- O holde Zeit, Lied für den gemischten Chor, vor 1893.
- Sehnsucht nach der Heimat, Lied für den gemischten Chor, vor 1893.
- Sechs Lieder für schweizerische Schützen, 1894.
- Männergesänge.

Musik für Tasteninstrumente
- Impromptu in Es-Dur, um 1855.